# Deutsches Meisterschaftsrudern 1883
Das 2. Deutsche Meisterschaftsrudern wurde 1883 in Frankfurt am Main ausgetragen. Erneut fand nur eine Regatta im Einer der Männer statt. Im Gegensatz zum Vorjahr wurde die Meisterschaft vom Deutschen Ruderverband veranstaltet. Für den besten deutschen Ruderer stiftete die Frankfurter Rudergesellschaft Germania 1869 erstmals einen Herausforderungspreis, der dem Deutschen Ruderverband zur Verfügung gestellt wurde. Dies war ein mit Diamanten und Smaragden besetzter Stern, in dem sich zwei Skulls kreuzen.

## Medaillengewinner
| Bootsklasse | Gold                         | Silber                                       | Bronze                  |
| ----------- | ---------------------------- | -------------------------------------------- | ----------------------- |
| Einer       | Jean Bungert (Mannheimer RC) | Achilles Wild (Frankfurter RG Germania 1869) | nur zwei Boote am Start |